# Rockhammar
Rockhammar is een plaats in de gemeente Lindesberg in het landschap Västmanland en de provincie Örebro län in Zweden. De plaats heeft 271 inwoners (2005) en een oppervlakte van 100 hectare.